# Come and Get It (John Newman)
Come and Get It is een nummer van de Britse zanger John Newman uit 2015. Het is de eerste single van zijn tweede studioalbum Revolve.
"Come and Get It" is een vrolijk nummer. Newman zei erover: "Het is mijn eigen geluid. Het is geïnspireerd op de zon, disco en goede grooves". Het nummer haalde de 5e positie is Newmans thuisland het Verenigd Koninkrijk. In de rest van Europa werd het nummer een klein hitje. In de Nederlandse Top 40 haalde het een bescheiden 28e positie, en in Vlaanderen haalde het de 3e positie in de Tipparade.